# George Lungoci
George Lungoci (n. 21 ianuarie 1969, Timișoara, România) este un actor de teatru, televiziune și voice-over român. Este cunoscut ca fiind vocea personajelor din desenele animate Curaj, câinele cel fricos (Curaj), Ed, Edd și Eddy (Edd sau Dublu D),Viața cu Louie, în care a interpretat personajele principale.

## Biografie
Născut la 21 ianuarie 1969 în Timișoara, George Lungoci urmează cursurile Liceului de Filologie – Istorie din Timișoara. Dar, după ce își petrece aici copilăria  și adolescența – unde tatăl său era actor al naționalului timișorean – îndrăgostindu-se iremediabil de teatru, merge în București la clasa profesorului și regizorului Cristian Munteanu. Susține examenul de licență în cadrul A.T.F. București, la specializarea „Arta actorului”, din cadrul Facultății de Teatru în anul 1997. Ca și studii, neliniștit și cu o dorință de cunoaștere neîmpăcată, George Lungoci se înscrie la un curs de „Master regie film – programe audiovizuale”, în cadrul Facultății de Film și Televiziune –  UNATC București și își continuă pregătirea profesională, urmând acest curs în perioada 2005-2007.
După absolvirea facultății de teatru din anul 1994, George Lungoci abordează  scena Teatrului Național din Timișoara, preluând într-un fel ștafeta de la tatăl său. Joacă aici în perioada 1994 – 1997, dar se implică și în viața Teatrului Maghiar de Stat din Timișoara, jucând și aici în perioada 1996 – 1997. Dintre rolurile pe care le-a interpretat la cele două teatre timișorene putem aminti: Edgar, în „Regele Lear” de W. Shakespeare (regia Ioan Ieremia), Valeriu, în „Școala bărbaților” de Moliere (regia Dușan Mihailovici), Clifford, în „Henric al VI-lea” de W. Shakespeare (regia Ioan Ieremia), Trufaldino, în „Femeia șarpe” de Carlo Gozzi (regia Mihaela Lichiardopol), Hangiul, în „Cei doi Pierrot” de Edmond Rostand (regia Anda Gandi, la Teatrul Maghiar de Stat din Timișoara).
În anul 1997, revine în București, unde joacă la Teatrul Evreisc de Stat, până în anul 2000. Aici interpretează următoarele personaje: Tadeusz, în „Golem” (regia Cătălina Buzoianu); Ronnie, în „Și miniștrii calcă strâmb” de Ray Cooney (regia C. Dinischiotu); Mendel, în „Scripcarul pe acoperiș” de Shalom Alehem (regia Harry Eliad) și Rabinul, în „Vânzătorii de haloimis” (regia Harry Eliad). 
De aici începe o nouă etapă în viața actorului George Lungoci, care se va dedica televiziunii. Ca angajat al TVR, el va evolua de la „simplu” actor, la scenarist, copywriter, realizator, prezentator și  voice-over. În anul 2000 este prezentator la emisiunea „Jurnalul Academiei Cațavencu” (TVR1). Din 2001, ca angajat la Televiziunea Română, George Lungoci se află la Direcția Știri, având funcția de reporter. În 2002 este voice-over la TVR2. Tot în anul 2002 apare ca reporter Info Cultural (la TVR Cultural). În perioada anilor 2001-2004 este actor, realizator și prezentator al emisiunii „Aleea cu ghimpi” de la TVR 2. Între anii 2002-2003 este prezentator și realizator al emisiunii „Cool-tura străzii” (TVR Cultural). În perioada 2004-2009, George Lungoci este realizator, scenarist și actor la cunoscutul serial „Ulița spre Europa”, de la TVR, care a încercat să ne familiarizeze cu politica și legile europene în 198 de episoade. Între anii 2009 – 2010 este realizator, scenarist și actor la sitcomul „SAT-TV” (pe TVR 2), în 20 de episoade. Apoi, în 2011-2012 este scenarist și actor în emisiunea „La mustață” (TVR 2), iar din 2013 și până în prezent este copywriter, la TVR 2.

## Dublaj
- Ed, Edd și Eddy - Dublu D (Cartoon Network)
- Curaj, cainele cel fricos - Curaj (Cartoon Network)
- Uimitoare lume a lui Gumball - Rocky (Cartoon Network)
- Un show obișnuit - Benson (Cartoon Network)
- Redakai cucerește Kairu - Koz (Cartoon Network)
- Tom și Jerry: Filmul - Tom (Cartoon Network)
- Scooby Doo, unde ești tu? (Cartoon Network/Boomerang)
- Să-nceapă aventura - Prințesa Spatțiului cu Bulgări,Earl (Cartoon Network)
- Johnny Test - tatal lui Johnny (Hugh), Domnul Mittens (Cartoon Network)
- Inazuma Eleven - Jude Sharp (Cartoon Network)
- Teen Days - Leo (Megamax)
- Viața cu Louie - Andy Anderson
- Lumea lui Bobby - Howard Generic
- Copiii de la 402 - Freedie Fay (Sezonul 1)

## Filmografie
- Neînvinsă-i dragostea - regia Mihnea Columbeanu
- E pericoloso sporgersi (1993)
- Filantropica (2002)
- Garcea și oltenii (2002) - primarul
- Afacerea Est - regia Igor Cobileanski
- Legiunea Străină (2008)
- Sat Tv